# 평양국제문화회관
평양국제문화회관(平壤國際文化會館)은 조선민주주의인민공화국의 평양시에 있는 문화예술 관련 회관이다.

## 설명
평양국제문화회관은 조선국제문화회관이라고 부르기도 한다.
이 곳은 중구역의 영광거리에 있고 9층으로 세워졌는데, 재독교포 작곡가인 윤이상과 관련 있어 종종 윤이상음악당이라고 부른다. 이 곳은 각 층마다 여러 가지 전시물을 전시하고 있다. 북한에서는 국제영화관과 봉화예술극장, 그리고 조선국제문화회관에서 김일성 주석의 생일을 축하하는 4월의 봄 친선예술축전을 열어 외국인들의 공연을 장려하고 있다. 그리고 국제영화관에서는 평양국제영화축전이 열린다. 조선국제문화회관과 국제영화관, 봉화예술극장 등은 모두 평양시에 있다.

## 내부
- 1층 - 민족식당이 있다.
- 2층 - 외제의 악기와 민속품을 전시.
- 3층 - 통영 출신의 재독 작곡가 윤이상에 대한 생애와 작품들을 전시.